# Tâm lý học học đường
Tâm lý học học đường là một lĩnh vực áp dụng các nguyên tắc của tâm lý giáo dục, tâm lý học phát triển, tâm lý học lâm sàng, tâm lý học cộng đồng và phân tích hành vi ứng dụng để đáp ứng nhu cầu học tập và sức khỏe hành vi của trẻ em và thanh thiếu niên theo cách hợp tác với các nhà giáo dục và phụ huynh. Các nhà tâm lý học ở trường được giáo dục về tâm lý học, sự phát triển của trẻ em và thanh thiếu niên, tâm lý học trẻ em và thanh thiếu niên, giáo dục, thực hành gia đình và nuôi dạy con cái, lý thuyết học tập và lý thuyết nhân cách. Họ có kiến thức về giảng dạy hiệu quả và trường học hiệu quả. Họ được đào tạo để thực hiện xét nghiệm tâm lý và đánh giá tâm lý, tư vấn và tư vấn, và trong các quy tắc đạo đức, pháp lý và hành chính của nghề nghiệp của họ.

## Lịch sử
Tâm lý học ở trường bắt đầu từ đầu tâm lý học Mỹ vào cuối thế kỷ 19 và đầu thế kỷ 20. Lĩnh vực này gắn liền với cả tâm lý học chức năng và lâm sàng. Tâm lý học thực sự ra khỏi tâm lý học chức năng. Các nhà tâm lý học ở trường quan tâm đến các hành vi thời thơ ấu, quá trình học tập và rối loạn chức năng với cuộc sống hoặc trong chính bộ não. Họ muốn hiểu nguyên nhân của các hành vi và ảnh hưởng của chúng đối với việc học. Ngoài nguồn gốc của tâm lý học chức năng, tâm lý học đường cũng là ví dụ sớm nhất của tâm lý học lâm sàng, bắt đầu vào khoảng năm 1890. Trong khi cả các nhà tâm lý học lâm sàng và học đường đều muốn giúp cải thiện cuộc sống của trẻ em, họ đã tiếp cận nó theo những cách khác nhau. Các nhà tâm lý học ở trường quan tâm đến việc học ở trường và các vấn đề về hành vi thời thơ ấu, phần lớn trái ngược với trọng tâm sức khỏe tâm thần của các nhà tâm lý học lâm sàng. 
Một sự kiện quan trọng khác trong nền tảng của tâm lý học đường như ngày nay là Hội nghị Thayer. Hội nghị Thayer được tổ chức lần đầu tiên vào tháng 8 năm 1954 tại West Point, New York tại Khách sạn Thayer. Hội nghị kéo dài 9 ngày được tiến hành bởi Hiệp hội Tâm lý Hoa Kỳ (APA). Mục đích của hội nghị là phát triển vị trí về vai trò, chức năng và đào tạo và chứng nhận cần thiết của một nhà tâm lý học học đường. Tại hội nghị, bốn mươi tám người tham gia đại diện cho các học viên và giảng viên của các nhà tâm lý học trường học đã thảo luận về vai trò và chức năng của một nhà tâm lý học trường học và cách thích hợp nhất để đào tạo họ.
Vào thời điểm diễn ra Hội nghị Thayer, tâm lý học đường vẫn là một nghề rất trẻ chỉ có khoảng 1.000 học viên tâm lý học. Một trong những mục tiêu của Hội nghị Thayer là xác định các nhà tâm lý học. Định nghĩa theo thỏa thuận đã nêu rằng các nhà tâm lý học ở trường là những nhà tâm lý học chuyên về giáo dục và có kiến thức cụ thể về đánh giá và học tập của tất cả trẻ em. Các nhà tâm lý học tại trường sử dụng kiến thức này để hỗ trợ nhân viên nhà trường trong việc làm phong phú cuộc sống của tất cả trẻ em. Kiến thức này cũng được sử dụng để giúp xác định và làm việc với trẻ em có nhu cầu đặc biệt. Nó đã được thảo luận rằng một nhà tâm lý học trường học phải có khả năng đánh giá và phát triển các kế hoạch cho trẻ em được coi là có nguy cơ. Một nhà tâm lý học học đường cũng được kỳ vọng sẽ cải thiện cuộc sống của tất cả trẻ em trong trường; do đó, nó đã được xác định rằng các nhà tâm lý học trường học nên là cố vấn trong việc lập kế hoạch và thực hiện chương trình giảng dạy của trường. Những người tham gia hội thảo cảm thấy rằng vì tâm lý học ở trường là một chuyên ngành, các cá nhân trong lĩnh vực này nên hoàn thành chương trình đào tạo sau đại học hai năm hoặc chương trình tiến sĩ bốn năm. Những người tham gia cảm thấy rằng các tiểu bang nên được khuyến khích để thiết lập các tiêu chuẩn chứng nhận để đảm bảo đào tạo phù hợp. Nó cũng đã được quyết định rằng một kinh nghiệm thực tế được yêu cầu để giúp tạo điều kiện cho kiến thức kinh nghiệm trong lĩnh vực này.
Hội nghị Thayer là một trong những sự kiện quan trọng nhất trong lịch sử tâm lý học đường bởi vì ở đó, lĩnh vực này ban đầu được định hình thành ngày nay. Trước khi Hội nghị Thayer định nghĩa tâm lý học đường, các học viên đã sử dụng bảy mươi lăm chức danh chuyên môn khác nhau. Bằng cách cung cấp một tiêu đề và một định nghĩa, hội nghị đã giúp các nhà tâm lý học học được công nhận trên toàn quốc. Vì đã đạt được sự đồng thuận về các tiêu chuẩn đào tạo và chức năng chính của một nhà tâm lý học trường học, công chúng giờ đây có thể yên tâm rằng tất cả các nhà tâm lý học ở trường đang nhận được thông tin và đào tạo đầy đủ để trở thành một học viên.
Điều cần thiết là các nhà tâm lý học ở trường phải có trình độ tương tự và được đào tạo phù hợp trên toàn quốc. Những tiêu chuẩn thiết yếu này lần đầu tiên được đề cập tại Hội nghị Thayer. Tại Hội nghị Thayer, một số người tham gia cảm thấy rằng để giữ được danh hiệu nhà tâm lý học học, một cá nhân phải có bằng tiến sĩ. Đó là một vấn đề vẫn còn được tranh luận ngày nay và là sự khác biệt chính giữa Hiệp hội các nhà tâm lý học trường học quốc gia (NASP) và Hiệp hội tâm lý học Mỹ (APA). APA chỉ công nhận bằng tiến sĩ khi NASP phê duyệt chuyên gia tâm lý học và các chương trình tiến sĩ đáp ứng tiêu chuẩn của họ.